# 6240 Lucretius Carus
6240 Lucretius Carus è un asteroide della fascia principale. Scoperto nel 1989, presenta un'orbita caratterizzata da un semiasse maggiore pari a 2,2205371 UA e da un'eccentricità di 0,0551406, inclinata di 4,71984° rispetto all'eclittica.
L'asteroide è dedicato al poeta latino Tito Lucrezio Caro.